# 小池正臣
小池 正臣（こいけ まさおみ）は、日本の地方公務員。東京都港湾局技監や、東京都環境局長を経て、東京都道路公社理事長、東京ビッグサイト代表取締役社長や、東京臨海ホールディングス代表取締役社長などを務めた。

## 人物・経歴
山口県出身。1970年京都大学大学院工学研究科修了、東京都入庁。1993年東京都港湾局開発部開発技術課長。1995年東京都都市計画局参事。1996年東京都港湾局参事、東京港埠頭公社建設部長。1998年東京都港湾局臨海部開発調整担当部長。1999年東京都港湾局離島港湾部長。2000年東京都港湾局港湾整備部長。2001年東京都港湾局技監。2002年東京都環境局長。2004年東京都道路公社理事長。2007年東京ビッグサイト代表取締役社長。2008年東京港埠頭代表取締役社長、東京臨海ホールディングス代表取締役社長（非常勤）。2016年瑞宝小綬章受章。